# Kamjanka (Tscherniwzi)
Kamjanka (ukrainisch Кам'янка; russisch Каменка Kamenka, rumänisch Camenca (Petriceniro), deutsch (bis 1918) Kamenka) ist ein Dorf im Süden der ukrainischen Oblast Tscherniwzi mit etwa 6200 Einwohnern (2001).
Das 1431 erstmals schriftlich erwähnte Dorf liegt in der nördlichen Bukowina nahe der ukrainisch-rumänischen Grenze auf der rechten Uferseite des Sereth und 11 km südlich vom ehemaligen Rajonzentrum Hlyboka.
Die Oblasthauptstadt Czernowitz liegt etwa 45 km nördlich von Kamjanka.
Am 12. Juni 2020 wurde das Dorf zum Zentrum der neu gegründeten Landgemeinde Kamjanka (Кам'янецька сільська громада/Kamjanezka silska hromada). Zu dieser zählten auch die 3 in der untenstehenden Tabelle aufgelistetenen Dörfer; bis dahin bildete es die Landratsgemeinde Kamjanka (Кам'янецька сільська рада/Kamjanezka silska rada) im Rajon Hlyboka.
Seit dem 17. Juli 2020 ist der Ort ein Teil des Rajons Tscherniwzi.
Folgende Orte sind neben dem Hauptort Kamjanka Teil der Gemeinde:
| Name                     | Name             | Name                                | Name         | Name                        |
| ukrainisch transkribiert | ukrainisch       | russisch                            | rumänisch    | deutsch                     |
| ------------------------ | ---------------- | ----------------------------------- | ------------ | --------------------------- |
| Bahryniwka               | Багринівка       | Багриновка (Bagrinowka)             | Bahrineşti   | Bahrinestie                 |
| Bila Krynyzja            | Біла Криниця     | Белая Криница (Belaja Kriniza)      | Fântâna Albă | Fontina Alba/Biala Kiernica |
| Staryj Wowtschynez       | Старий Вовчинець | Старый Волчинец (Stary Woltschinez) | Volcineţ     | Wolczynetz                  |